# Ђока Дунђерски
Ђорђе Ђока Дунђерски (Србобран, 13. октобар 1873 — Нови Сад, 24. октобар 1950) био је српски велепоседник и индустријалац. Потиче из једне од најпознатијих породица у Војводини која је стекла велико богатство.

## Биографија
Рођен је 13. октобра 1873. године у Србобрану. Његов отац је био Лазар Дунђерски. Дунђерски, по породичном предању, потичу из околине Гацка у Херцеговини. У Бачку су се доселили крајем 17. века бежећи испред турског зулума. Најпре су се настанили у околини Суботице, да би се после Ракоцијеве буне (1701. године) и потоњих сељачких немира у којима су углавном православци страдавали, прешли у Сентомаш (данашњи Србобран). Гимназију је завршио у Тата - Товарошу а Трговинску школу у Будимпешти, и после је студирао агрономију у Немачкој. Имао је угледно добро у Кулпину, некадашњи спахилук породице Стратимировић и многобројна индустријска предузећа од којих су најзначајнија;
- Камендин у Новом Саду, (фабрика серума),
- Кулпин у Новом Саду (фабрика месних прерађевина која је добила име по добру у Кулпину),
- Графика (уметнички штампарски завод).

На свом добру у Камендину је имао велику ергелу коња.
Био је саоснивач хиподрома у Београду и Сајма у Новом Саду.
Био је ожењен Олгом, ћерком генерала Митра Мартиновића, имали су сина Гедеона и ћерку Надежду удату за сина Николе Танурџића.